# Maciej Stuhr
Maciej Jerzy Stuhr (n. 23 iunie 1975, Cracovia, Polonia) este un actor polonez, comic și, ocazional, regizor de film.

## Viață și carieră
În 1999, s-a specializat în psihologie la Universitatea Jagiellonă înainte de a începe să studieze actoria la Academia Națională de Arte Teatrale din Cracovia, pe care a terminat-o în 2003. A devenit cunoscut pentru impresiile sale despre actorii și cântăreții polonezi, cum ar fi Gustaw Holoubek, și a fondat cabaretul Po Żarcie, pentru care a scris majoritatea materialelor comice. În 2013, a primit Premiul Filmului Polonez pentru cel mai bun actor pentru rolul din filmul dramatic Urmarea (Pokłosie) regizat de Władysław Pasikowski.
Printre altele, Maciej Stuhr este cunoscut pentru rolul lui Kuba Brenner în filmul din 2000 regizat de Olaf Lubaszenko, Chłopaki nie płaczą (Băieții nu plâng), sau ca Piotr în Decalogul X regizat de Krzysztof Kieślowski.
În 2006, Maciej Stuhr a fost gazda, alături de Sophie Marceau, a celei de a 19-a ediții a Premiilor Academiei Europene de Film care a avut loc la Varșovia.
Din 2008, este membru al Nowy Teatr, condus de directorul artistic Krzysztof Warlikowski. În același an, i s-a acordat Premiul Zbigniew Cybulski pentru cel mai bun tânăr actor.

## Viață personală
Este fiul actorului Jerzy Stuhr și al violonistei Barbara Kóska. Are o soră mai mică pe nume Marianna (născută în 1982). Strămoșii săi au venit în Cracovia din Austria Inferioară în anul 1879.
Din 2015, Stuhr este căsătorit cu Katarzyna Błażejewska.
De asemenea, Stuhr s-a remarcat pentru sprijinul pe care l-a acordat comunității LGBT din Polonia, colaborând cu Campania împotriva homofobiei.

## Filmografie
| An        | Titlu                              | Rol                     | Note |
| --------- | ---------------------------------- | ----------------------- | ---- |
| 1988      | Decalogul X                        | Piotr                   |      |
| 1991      | V.I.P.                             | Child                   |      |
| 1991      | Les Enfants du Vent                | Olek                    |      |
| 1993      | Uprowadzenie Agaty                 | Jurnalist               |      |
| 1997      | Love Stories                       | Student Ikonowicz       |      |
| 1999      | Chłopaki nie płaczą                | Kuba Brenner            |      |
| 1999      | Krugerandy                         | Panicz                  |      |
| 1999      | Fuks                               | Aleks                   |      |
| 1999      | O dwóch takich, co nic nie ukradli | Kiciuś                  |      |
| 1999      | Wszystkie pieniądze świata         | Burek                   |      |
| 2001      | The Spring to Come                 | Hipolit                 |      |
| 2001      | Julie Walking Home                 | Piotr                   |      |
| 2001      | Poranek kojota                     | Kuba                    |      |
| 2001      | Wszyscy święci                     |                         |      |
| 2003      | Baśń o ludziach stąd               | Newton                  |      |
| 2003      | Pogoda na Jutro                    | Son                     |      |
| 2004      | Nunta                              | Mateusz                 |      |
| 2004      | Glina                              | Artur Banaś             |      |
| 2005      | Solidarność, Solidarność...        | Tomek                   |      |
| 2006      | Fundacja                           | Darek Koliba            |      |
| 2006      | Francuski numer                    | Chwastek                |      |
| 2007      | Testosterone                       | Sebastian Tretyn        |      |
| 2007      | Korowód                            | Tomek                   |      |
| 2007      | Wino truskawkowe                   | Janek                   |      |
| 2008      | 33 Scenes from Life                | Piotr, husband of Julia |      |
| 2008      | Glina 2                            | Artur Banaś             |      |
| 2009      | Operacja Dunaj                     | Florian                 |      |
| 2009      | Mistyfikacja                       | Łazowski                |      |
| 2010      | Śluby panieńskie                   | Gustaw                  |      |
| 2011      | Daas                               | Iosif al II‑lea         |      |
| 2011      | Listy do M.                        | Mikołaj (Moș Crăciun)   |      |
| 2012      | Obława                             | Henryk Kondolewiz       |      |
| 2012      | Pokłosie                           | Józek Kalina            |      |
| 2012      | Traffic Department                 | Zaręba                  |      |
| 2013      | Walesa. Man of Hope                | Priest                  |      |
| 2016      | Planeta celor singuri              | Tomek                   |      |
| 2016-2017 | Belfer                             | Paweł Zawadzki          |      |
| 2018      | Planet Single 2                    | Tomek                   |      |
| 2018      | Juliusz                            | Damian                  |      |
| 2020      | The Hater                          | Paweł Rudnicki          |      |